# Chatmohar
Chatmohar är ett underdistrikt i Bangladesh. Det ligger i den centrala delen av landet, 130 km nordväst om huvudstaden Dhaka.
Trakten runt Chatmohar består till största delen av jordbruksmark. Runt Chatmohar är det mycket tätbefolkat, med 1 056 invånare per kvadratkilometer.